# Verrottung

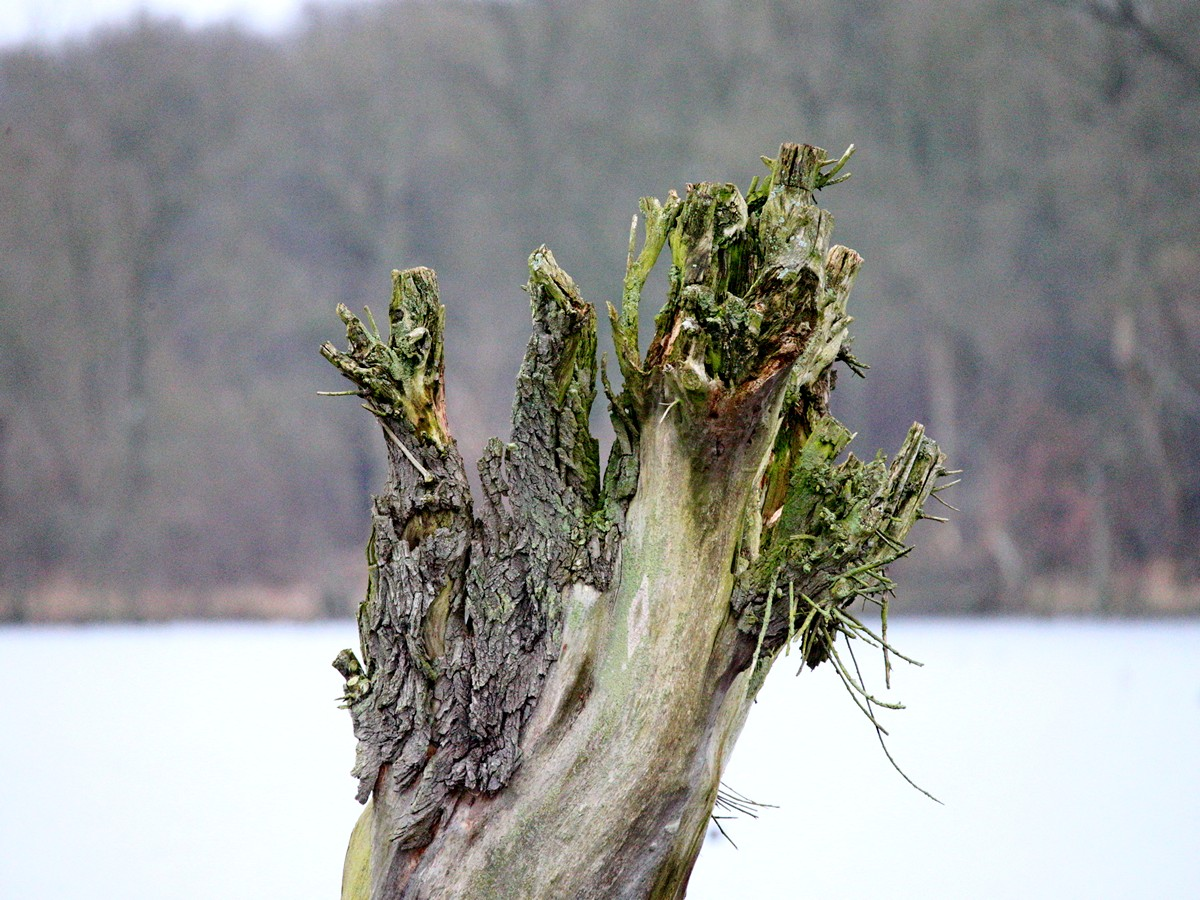
Verrottender Baumstumpf

Die Verrottung (auch Rotte), Vermoderung oder Verfaulung ist die Zersetzung organischen meist pflanzlichen Materials hauptsächlich zu Humus, Kohlenstoffdioxid (CO2) und Wasser (H2O). 
Im Prozess der Verrottung eines pflanzlichen Substrates kommt es zu einer Mineralisation und Humifizierung der Biomasse unter aeroben Bedingungen. Als Rückstand der Rotte fällt letztlich Kompost an. Die Kompostierung führt phasenhaften zu drei Zuständen:
- Vorrotte,
- Hauptrotte und
- Nachrotte.

In der Vorrotte vermehren sich die im zu zersetzenden Substrat vorkommenden mesophilen Mikroorganismen (mesophile Organismen) unter Verbrauch leicht metabolisierbarer organischer Substrate. 
Der mikrobielle Abbau von  tierischem Material  wird als Verwesung bezeichnet. 

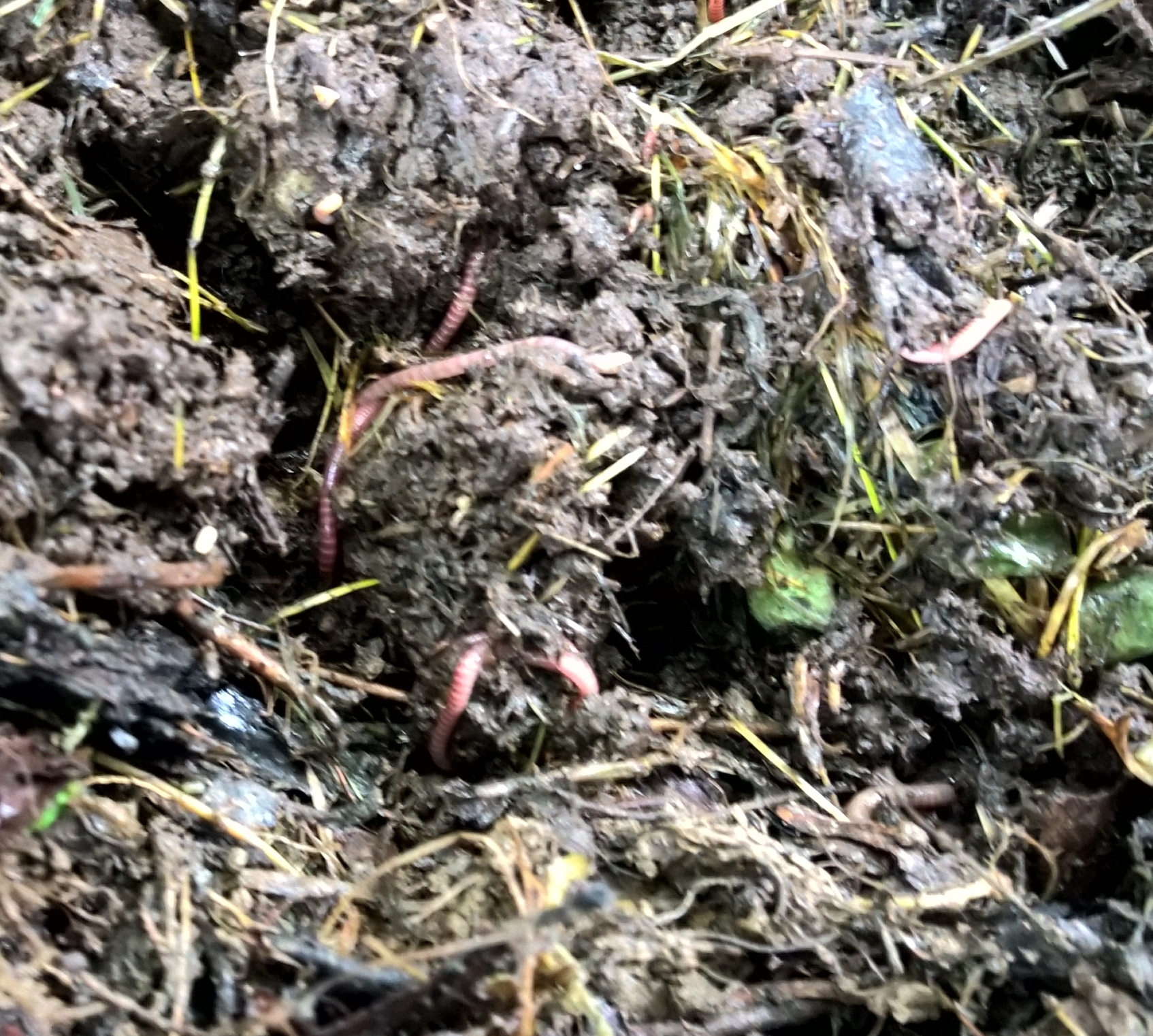
Würmer in verrottendem pflanzlichen Substrat

Folgende Prozesse werden der Verrottung zugeordnet: 
- Fäulnis, anaerobe (sauerstofffreie) Zersetzung (meist in der Natur).
- Kompostierung, aerobe (unter Luftzutritt) Zersetzung in Landwirtschaft und Gartenbau.
- Röste, der Abbau von Ligninen und Pektinen ohne Schädigung der Pflanzenfasern.

Je nach der Temperatur, die aus der Eigenerhitzung resultiert, spricht man von Heißrotte (bei etwa 60 bis 70 °C) oder unterhalb dieser Temperatur von Kaltrotte.